# آب‌شیرین‌کن خورشیدی
نمک‌زدایی خورشیدی (به انگلیسی: solar desalination) یعنی نمک‌زدایی آب شور با استفاده از انرژی خورشید. نمک‌زدایی نیاز به انرژی فراوانی دارد. اگر این انرژی از نور خورشید تأمین شود به آن نمک‌زدایی خورشیدی گفته می‌شود. روش‌های نمک‌زدایی خورشیدی دو گونه هستند: مستقیم و غیرمستقیم.

## انرژی خورشید به‌صورت مستقیم
در روش مستقیم از گرمای نور خورشید استفاده می‌شود برای تبخیر آب، و سپس بخار آب میعان می‌شود. در چرخهٔ باران این فرایند به‌صورت طبیعی انجام می‌شود.

## انرژی خورشید به‌صورت غیرمستقیم
در روش غیرمستقیم، ابتدا انرژی خورشید تبدیل به انرژی الکتریکی یا مکانیکی می‌شود و سپس این انرژی برای جداسازی مکانیکی استفاده می‌شود. روش‌های جداسازی مکانیکی عمدتاً مبتنی بر اُسمُز معکوس هستند.

## دستگاه نمک‌زدایی خورشیدی
دستگاه کوچک و ارزان‌قیمتی وجود دارد که در آن آب ریخته می‌شود و زیر نور خورشید قرار داده می‌شود. این دستگاه آب را با استفاده از گرمای خورشید تقطیر می‌کند. این دستگاه تأمین آب آشامیدنی را، که غلظت نمک و مواد مضر سلامتی و بهداشت آن کم باشد، با استفاده ار انرژی اشعهٔ خورشید انجام می‌دهد.
روش کار به این گونه است که سرپوش پلاستیکی با شیشه (با توجه به عبور اشعهٔ خورشید از شیشه و عدم عبور گرما از شیشه) در سطح فوقانیِ دستگاه نقش جاذب انرژی و تبدیل انرژی تابشی به گرما را در عملکرد سیستم ایفا می‌کند. آب دریا یا آب شور داخل سیستم گرم می‌شود و با بالا رفتن درجهٔ حرارت، بخار آب ایجاد می‌شود و ترکیبات بخار آب، پس از برخورد به سطح داخلیِ سرپوش، که درجه حرارت آن تا حدی پایین است، شروع به تقطیر می‌کند، که با جمع‌آوری این آب مقطر، آب شیرین به دست می‌آید.
سامانه‌ی آب‌شیرین‌کن با دستگاه تصفیه‌ی آب خورشیدی از نظر ساختمان به دو روش مستقیم و غیرمستقیم تقسیم می‌شود. در روش مستقیم فقط از انرژی حرارتی خورشیدی استفاده می‌شود؛ درحالی‌که در روش غیرمستقیم از انرژی برق و انرژی حرارتیِ خورشید به‌عنوان انرژی کمکی استفاده می‌شود.